# Leonardo Formaro
Leonardo Formaro (* 29. November 1981 in Backnang) ist ein deutscher  Mediengestalter, Fotograf und Musikproduzent mit italienischen Wurzeln. Unter dem Künstlernamen Nardobeatz produzierte er Songs für verschiedene Künstler wie z. B. Bahar und Amaris. Als Fotograf arbeitete er mit Models aus der Playboy- und Germany’s Next Topmodel-Szene.

## Werdegang
Leonardo Formaro wurde in Backnang geboren und wuchs in Winnenden auf. Seine Familie stammt aus Kalabrien, genauer gesagt aus Cariati. Seine künstlerische Laufbahn begann er als Rapper unter dem Namen MC Nardo. Später entwickelte er das Musikprojekt Nardobeatz.
Seit über 13 Jahren ist Formaro als selbstständiger Mediengestalter tätig. Ab 2019 fokussierte er sich zunehmend auf Fotografie und veröffentlichte Arbeiten in internationalen Magazinen, darunter *LA Boudoir Magazine*, *Clary ED* und *Photohouse Magazine*.

## Veröffentlichungen (Auswahl)

### Fotografie
- LA Boudoir Magazine Vol. 41 (2025) – Cover, Seiten 87–89[1]
- Clary ED Magazine No. 40 (2023) – Seiten 26–29[2]
- Photohouse Magazine Issue 37 (2024) – Seiten 55–59[3]

### Mediengestaltung
- Advanced Photoshop (01/2011) – Beitrag als Mediengestalter[4]

### Presseberichte
- Winnender Zeitung, 03.01.2008 – Artikel über seine Musikprojekte[5]
- Winnender Zeitung, 22.09.2006 – Bericht über seine Anfänge als Musiker[6]